# Edmond Lavrate
Gaspard Edmond Lavrate, né à Orléans le 27 septembre 1829 et mort à Paris 4e le 3 avril 1888, est un dessinateur lithographe, anticlérical français, inventeur des réclames et questions illustrées.

## Biographie
Lavrate naît à Orléans le 27 septembre 1829. Il est d’abord employé de la Préfecture du Loiret, puis dans l’administration des lignes télégraphiques qui le révoque le 27 septembre 1878, après deux ans de service. L’homme s’installe ensuite près de Paris, à Romainville, où il vit en célibataire avec sa vieille maman dont il s’occupe. Lavrate s’adonne alors à l’aquarelle comique, au travers de laquelle il vise tout particulièrement les militaires. Avec l’avènement de la République, le dessinateur attaque dorénavant la figure de Napoléon III, cible privilégiée des républicains depuis Sedan. Une de ses aquarelles, ayant pour légende « Badinguet partant en guerre, Roulé à Sedan », est saisie en 1872 chez Leloup, marchand d’estampe, rue de la Lune à Paris. Ce marchand est alors décrit par un rapport de police comme « connu pour son exaltation politique », c'est-à-dire comme républicain avancé.
À la demande du cabinet du Ministre de l’Intérieur, une enquête de moralité est réalisée sur Lavrate. La police émet sur lui un avis « favorable ». Le secrétaire de la mairie de Romainville le présente comme un homme d’une conduite régulière dont il s’est servi quelquefois dans l’intérêt de la Ville. Au point de vue politique, Lavrate est décrit comme professant des idées républicaines avancées, mais sous la Commune, il serait, précise le rapport, « resté complètement étranger au mouvement insurrectionnel ». Enfin Lavrate, du point de vue pécuniaire n’aurait d’autres ressources que le produit de ses dessins.
La police continue de le tenir pour suspect, puisqu’en 1876, une note rapporte que l’aquarelliste aurait assisté à une réunion publique électorale en tant que secrétaire. L’année suivante on le retrouve assesseur pour un candidat au poste de candidat d’arrondissement de la ville de Saint-Denis.
Pendant 5 ans, il exécute les dessins couleurs du Monde plaisant (Le Monde Plaisant. Journal hebdomadaire, comique et satirique). Émile Bayard déclare à son propos en 1900 : « Voici de la charge bien grossière, d'un goût peu délicat mais qui cependant fait rire par son intention de gaieté débordante, par sa fantaisie sans limites, grâce au caractère très accessible du commun de ces croquis lourds, enluminés à la diable, soulignés à point par une légende très appropriée. Ses planches en couleurs tapissent encore les murs à la campagne ».

## Dessinateur anticlérical
Selon Guillaume Doizy, « À côté de la caricature politique anticléricale républicaine, Lavrate invente la caricature anticléricale de mœurs, en attaquant un clergé, qui, dans sa diversité sociologique, va devenir la cible de la presse libre penseuse après 1900. À l’aune de la question religieuse, Lavrate apparaît comme un précurseur. On comprend pourquoi il ait été, après 1900, abondamment réédité par la presse militante. »